# Matica hrvatskih kazališnih dobrovoljaca
Matica hrvatskih kazališnih dobrovoljaca je bila hrvatska amaterska kazališna skupina iz Zagreb koja je djelovala od 1926. do 1941. godine.
Ravnatelj Opere HNK Srećko Albini bio je starješina u vrijeme osnivanja Matice, a arhitekt Aleksandar Freudenreich bio je prvi tajnik.
Plesna skupina matice je osvojila prvu nagradu na međunarodnom plesnom natjecanju povodom 11. Olimpijskih igara u Berlinu 26. kolovoza 1936. godine.

### Članci
- Smiljanić, Vlatko. 2018. Prilozi za povijest i djelovanje Matice hrvatskih kazališnih dobrovoljaca u Zagrebu. Kroatologija. Sveučilište u Zagrebu – Fakultet hrvatskih studija. Zagreb. 9 (1–2): 139–154